# Huracà de Fort Lauderdale de 1947
L'Huracà de Fort Lauderdale (o huracà Pompano Beach) va ser un intens huracà de categoria 5 que va afectar les Bahames, Florida, Louisiana i Mississipi el setembre durant la temporada d'huracans de l'Atlàntic de 1947. Va ser el quart cicló tropical, el tercer huracà, i el primer gran huracà de la temporada. Es va desenvolupar a 370 km a l'est de Praia, Cap Verd. Ràpidament s'intensificà, convertint-se en un huracà el 4 de setembre. Més endavant, virà en direcció sud-oest el 7 de setembre, i el 10 de setembre, avançava fermament en direcció nord-oest. Com un gran i poderós huracà va assolir la seva màxima intensitat amb vents de 260 km/h sobre les illes Abaco, i va fer recalada prop de Pompano Beach, Florida. Al sobrepassar el sud de Florida, i finalment colpejava el sud-est de Louisiana com un huracà de categoriay 3 debilitat. El cicló va provocar un total de 51 víctimes mortals i causa untotal de $110 milions (1947 USD) en danys. El cicló tropical va ser un dels únics cinc huracans que colpejaren els Estats Units amb vents sostinguts màxims d'almenys 250 km/h.